# Carl Schlick
Carl Julius Schlick (* 12. Juni 1809 in Gumbinnen, Ostpreußen; † 10. September 1874 in Ragaz, Schweiz) war ein deutscher Rittergutsbesitzer, Verwaltungsjurist und Abgeordneter in Preußen.

## Leben
Schlick studierte an der Albertus-Universität Königsberg Rechtswissenschaft. Im Wintersemester 1829/30 wurde er in der Corpslandsmannschaft Littuania aktiv. Nach den Examen war er Regierungsassessor bei der Regierung in Gumbinnen. Zunächst kommissarisch und 1840 endgültig bestellt, war er elf Jahre Landrat im Kreis Niederung mit Amtssitz in Heinrichswalde. 1850 erwarb er das Gut Adlig Deutsch Crottingen, dessen Ortsstelle sich heute in Litauen (im Amtsbezirk Kretingalė) befindet und nach seinem Familiennamen Šlikiai genannt wird. Carl Julius Schlick starb mit 65 Jahren im Schweizer Kurort Ragaz.
Schlick war Mitglied des Preußischen Abgeordnetenhauses, 1849 in der 1. Legislaturperiode für den Wahlkreis Königsberg in der Fraktion der Linken, 1862 in der 6. Legislaturperiode für den Wahlkreis Königsberg 1 als fraktionsloser Abgeordneter und von 1862 bis 1866 in der 7. und 8. Legislaturperiode für den Wahlkreis Königsberg 1 und der Fraktion der Deutschen Fortschrittspartei.
Nach seinem Tod übernahm sein Sohn Bernhard Schlick das Gut. Dieser wurde später Mitglied des Deutschen Reichstags.